# Patrick Stalmans
Patrick Stalmans (31 oktober 1959) is een Belgisch voormalig voetballer en coach.

## Carrière
Stalmans speelde in de jeugdploegen van Eendracht Gerhees Oostham en van KFC Diest. Bij deze laatste maakte hij ook zijn profdebuut. Hierna speelde hij nog voor Meerhout en KVV Looi Sport, alvorens met KSK Beveren zich te vestigen als basisspeler. Met Beveren speelde hij de finale van de beker in 1985 maar verloren ze na strafschoppen van Cercle Brugge maar hij kon de beker van België twee jaar eerder al wel winnen met Beveren door met 3-1 Club Brugge te verslaan. Hij speelde met Beveren ook verscheidene seizoenen Europees voetbal. Hij werd in 1984 met Beveren landskampioen.
Na zes seizoenen bij Beveren tekent Stalmans een contract bij Lokeren waar hij drie seizoenen voetbalt alvorens naar KRC Genk te vertrekken. Na twee seizoenen bij Genk trekt hij naar KSV Waregem alvorens zijn carrière af te sluiten bij KTH Diest.
In 1997 trainde hij KFC Verbroedering Geel.

## Erelijst
- KSK Beveren
  - Beker van België: 1983
  - Eerste Klasse: 1984